# Sanu Sharma
Sanu Sharma (Nepalí: सानु शर्मा) es un novelista, cuentista, poeta y letrista australiano de origen nepalí. Ella ha escrito y publicado varios libros de novelas y cuentos. En 2018, su colección de cuentos "Ekadeshmaa" fue nominada para el premio Madan Puraskar y quedó entre los finalistas, llegando a la lista final junto con otros siete libros.

## Primeros años
Sanu Sharma nació en Prasuti Ghriha, un hospital gubernamental de maternidad en Katmandú. Creció tanto en Katmandú como en Terai, en Nepal. Más tarde, se mudó a Australia y ha estado viviendo allí desde entonces.

## Carrera
Sharma publicó su primera novela Ardhaviram en 2003 y Jeetko Paribhasha, la segunda en 2010. Publicó su tercera novela Artha en 2011.
En 2017, Sharma publicó su cuarta novela Biplavi; y publicó su quinto libro y primera colección de cuentos cortos Ekadeshmaa en 2018. Ekadeshmaa atrajo la atención de un público más amplio y fue aclamada por más de sus lectores y críticos. Posteriormente, fue nominada para el Madan Puraskar, un premio considerado como el mayor galardón literario en la literatura nepalí.
Después del éxito de Ekadeshmaa, Sharma publicó su quinta novela Utkarsha y la sexta Pharak en 2021 y 2022 respectivamente. En septiembre de 2023, ella publicó su octavo libro y séptima novela, Tee Saat Din, de Ratna Pustak Bhandar. En abril de 2024, publicó su segunda colección de cuentos, Arko Deshma, de FinePrint, marcándola como su noveno libro.
Sanu Sharma también es poeta, letrista y escritora de ghazals. Varias de sus ghazals han sido incluidas en la obra colectiva 'Kaifiyat 2'. Sus versos han sido interpretados por diversos vocalistas, acompañados de composiciones musicales de artistas nepaleses. Sus poemas originales en nepalí han sido traducidos a varios idiomas y publicados en múltiples medios.

## Obras

### Novelas
- Ardhaviram - 2003[1]
- Jeetko Paribhasha - 2010
- Artha - 2011[1]
- Biplavi - 2017[10]
- Utsarga - 2021[10]
- Pharak - 2022[2]
- Tee Saat Din - 2023[15]

### Colección de cuentos cortos
- Ekadeshmaa - 2018[1][2]
- Arko Deshma - 2024[16]